# 리처드 커티스

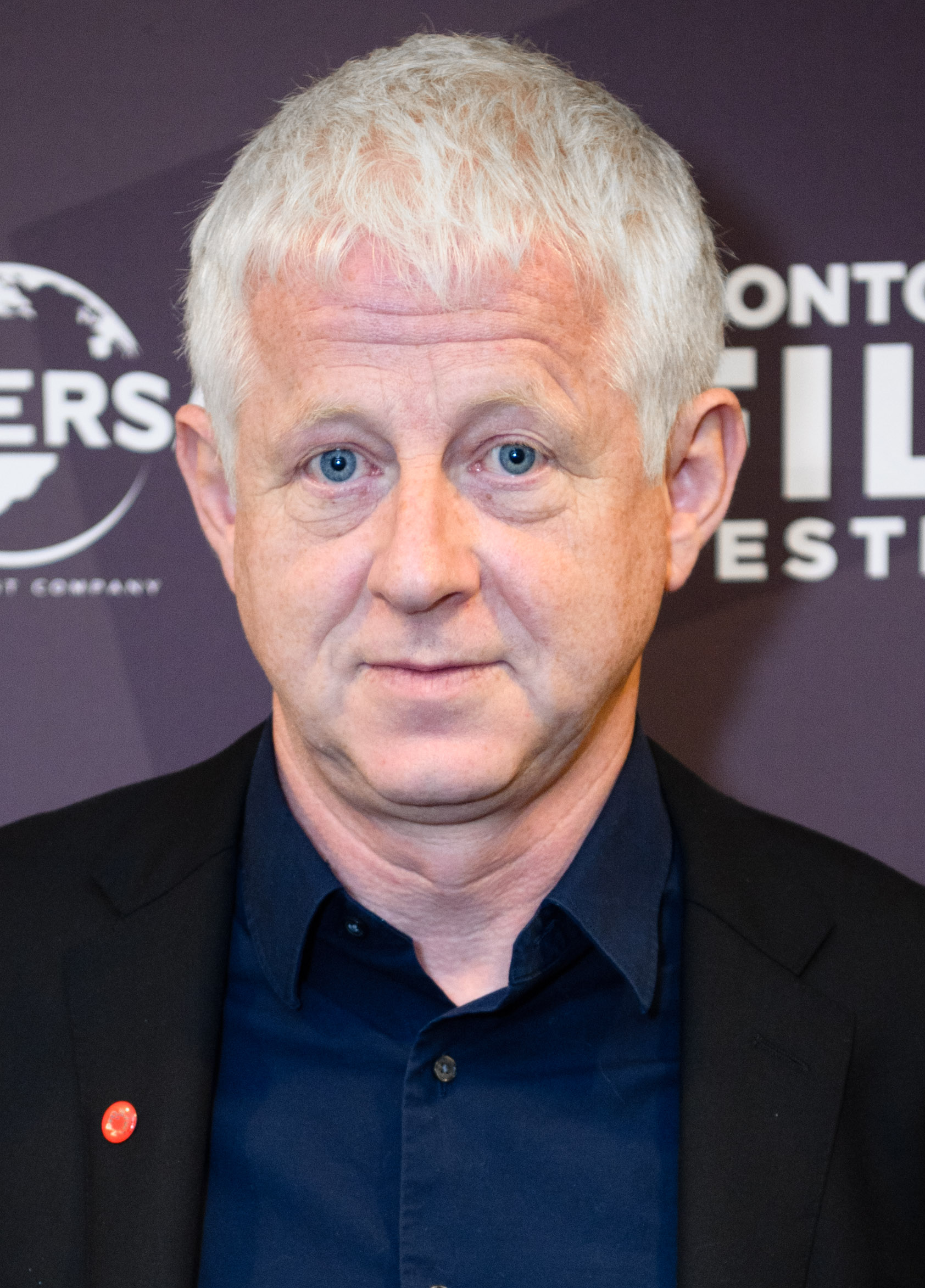
리처드 커티스 (2016년)

리처드 커티스(영어: Richard Curtis, CBE, 1956년 11월 8일 ~ )는 뉴질랜드에서 태어난 영국의 영화 각본가 · 감독 · 프로듀서이다.

## 서훈
- 1995년 대영 제국 훈장 5등급(MBE) 수훈[1]
- 2000년 대영 제국 훈장 3등급(CBE) 수훈[2]